# Николай Датский
Николай Виллем Александр Фредерик (дат. Nikolai William Alexander Frederik; род. 28 августа 1999, Копенгаген) — принц Датский (до 1 января 2023 года), граф Монпеза. Сын принца Йоакима, графа Монпеза, и Александры, графини Фредериксборгской, внук королевы Дании Маргрете II. На январь 2012 года занимал седьмую позицию в списке наследников датского престола.

## Биография
Николас Датский родился 28 августа 1999 года в Университетском госпитале в Копенгагене. Был крещён 6 ноября того же года во дворцовой церкви Фреденсборга. С 21 сентября 2004 года учился в школе Кребса в Копенгагене. В 2014 году, окончив 9 классов, перешёл учиться в интернат Херлуфсхолм, который окончил в 2018 году. Ещё до этого начал карьеру модели, работал на подиуме на Лондонской неделе моды для бренда Burberry. В 2018 году Николас поступил в школу Løjtnantsbasisuddannelsen в Армии Сергентсколе в Varde, в 2019 — в Копенгагенскую школу бизнеса, где изучал деловое администрирование.
В сентябре 2022 года королева Маргрете II лишила Николаса и других детей принца Иоахима титула Королевское высочество, но при этом они сохранили права на датский престол. С 1 января 2023 года Николас именуется Его превосходительство Николас, граф Монпеза.

## Награды
- Дания 26 мая 2025: Кавалер Большого креста ордена Даннеброг (S.K.)
- Дания 11 июня 2009: Памятная медаль «75 лет со дня рождения Принца-консорта Хенрика»
- Дания 16 апреля 2010: Памятная медаль «70 лет со дня рождения королевы Маргрете II»
- Дания 14 января 2012: Памятная медаль Рубинового юбилея королевы Маргрете II
- Дания 16 апреля 2015: Памятная медаль «75 лет со дня рождения королевы Маргрете II»
- Дания 10 июня 2017: Памятная медаль «Золотая свадьба королевы Маргрете II и принца Хенрика»